# Кристи, Перри
Перри Гладстон Кристи (англ. Perry Gladstone Christie; род. 21 августа 1943) — багамский политик, премьер-министр Багамских островов с 8 мая 2012 года, ранее был премьер-министром с 2002 по 2007 год. Он также является бывшим спортсменом.

## Карьера
Первым политическим успехом Перри Кристи отмечают ноябрь 1974 года, когда он был назначен самым молодым сенатором в истории Багамских островов. Этот пост он занимал до июня 1977 года и был назначен в январе 1978 года председателем Gaming Authority. На парламентских выборах в 1977 году, он участвовал от Прогрессивной либеральной партии в избирательном округе Centreville. После победы, Перри Кристи вошёл в кабинет Линдена Пинлинга, в котором он стал министром здравоохранения и социального обеспечения. Участвуя на следующих выборах в июне 1982 года, он возглавил министерство туризма. После обвинения в адрес правительства Пиндлинга в массовой коррупции и взяточничестве в 1984 году, Перри Кристи вышел из состава правительства.
Перри Кристи участвовал в выборах 1987 года, на которых он был в качестве беспартийного и получил место в парламенте. После возвращения в марте 1990 года в ПЛП, Кристи становится министром сельского хозяйства, торговли и промышленности. На парламентских выборах в августе 1992 года, он защитил своё место в парламенте, несмотря на то что партия получила гораздо меньше голосов чем на прошлых выборах. В январе 1993 года он был избран заместителем лидера партии и взял на себя ответственность за внепарламентскую деятельность ПЛП. На парламентских выборах в марте 1997 года Перри Кристи сохранил место в парламенте выдвинувшись от вновь созданного района Farm Road. ПЛП сохранила за собой лишь шесть мест в парламенте.
В апреле 1997 года, Перри Кристи избран на специальном заседании в качестве нового лидера партии ПЛП, сменив Линдена Пиндлинга, который возглавлял партию с 1956 года. Он преобладал на выборах против двух соперников, д-ра Бернарда и Филиппа Галаниса. Два дня спустя, 7 апреля он был назначен генерал-губернатором Сэром Элтоном Орвиллом Тернквестом официальным лидером оппозиции. На парламентских выборах 2 мая 2002 Перри Кристи получает победу на выборах и его партия получила 29 из 40 мест в Парламенте. 3 мая он становится третьим премьер-министром в истории Багамских островов после провозглашения независимости. В результате перенесённого 3 мая 2005 инсульта, он был вынужден снять с себя полномочия премьер-министра, в результате заместитель премьер-министра Синтия Пратт временно возглавила правительство с 4 мая по 6 июня 2005.
После пяти лет в должности премьер-министра, Кристи участвовал в выборах, в качестве главы Прогрессивной либеральной партии (ПЛП), потерпел поражение в мае 2007 года на всеобщих выборах, заняв 18 мест в парламенте против 23 и признал своё поражение в телефонном разговоре с лидером FNM Ингрэмом.. После того, как новое правительство FNM был приведено к присяге, Кристи был приведен к присяге в качестве лидера оппозиции.
Кристи был вновь избран премьер-министром Багамских островов 7 мая 2012 года. После сокрушительного поражения Прогрессивной либеральной партии на выборах 2017 года ушёл в отставку.